# Antius Pollio
Antius Pollio (sein Praenomen ist nicht bekannt) war ein im 2. Jahrhundert n. Chr. lebender römischer Politiker.
Durch eine Inschrift, die auf den 3. November 155 datiert wird, ist belegt, dass Pollio 155 zusammen mit Minicius Opimianus Suffektkonsul war. Die beiden Konsuln übten dieses Amt bis Ende November aus; vermutlich traten sie ihr Amt aber bereits vor dem November an.